# Кирилловское викариатство

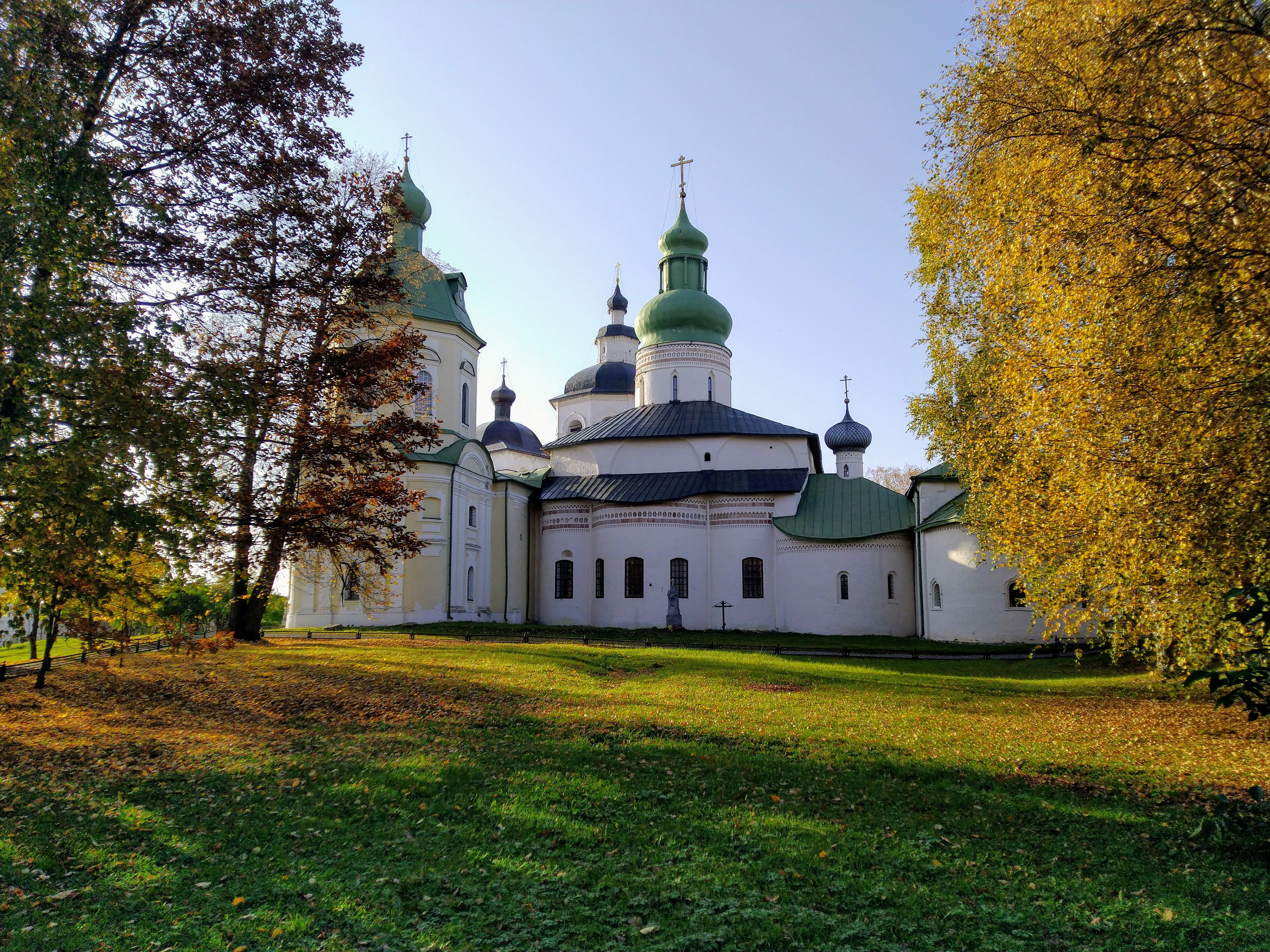
Успенский собор Кирилло-Белозерского монастыря

Кири́лловское викариа́тство — викариатство Новгородской епархии Русской Православной Церкви.
Кирилловское викариатство Новгородской епархии было учреждено 21 ноября 1892 года, взамен упразднённой, а позже восстановленной Старорусской викарной епархии. Назван по городу Кириллову. Резиденцией епископов Кирилловских до 1907 года служил Хутынский монастырь под Новгородом.
С 1907 года местопребыванием Кирилловскому епископу назначался Кирилло-Белозерский монастырь, с поручением ему управления монастырем на правах настоятеля. С того времени Кирилловские викарии делаются территориальными, помогают окормлять приходы и обители Кирилловского, Белозерского и Череповецкого уездов.
После 1934 года не замещалось.

## Епископы
- 21 ноября 1892 — 3 сентября 1893 — Антоний (Соколов)
- 24 октября — 13 ноября 1893 — Назарий (Кириллов)
- 18 декабря 1893 — 18 февраля 1903 — Арсений (Иващенко)
- 23 марта 1903 — 3 сентября 1907 — Феодосий (Феодосиев)
- 30 сентября 1907 — 30 ноября 1916 — Иоанникий (Дьячков)
- 8 января 1917 — 15 сентября 1918 — Варсонофий (Лебедев)
- 4 апреля 1920 — 22 августа 1928 — Тихон (Тихомиров)
- 29 сентября 1931 — 1934 — Валериан (Рудич)